# RMSEA
RMSEA (akronim od ang. Root mean square error of approximation) – w modelowaniu równań strukturalnych jest to jeden ze wskaźników dopasowania modelu. W przeciwieństwie do pozostałych wskaźników dopasowania w RMSEA im niższy jest poziom wskaźnika, tym lepsze jest dopasowanie modelu, a nie odwrotnie. Przyjmuje się, że wartość RMSEA na poziomie poniżej 0,05 oznacza bardzo dobre dopasowanie modelu, zaś poniżej 0,10 oznacza dobre dopasowanie modelu. 
Twórcami wskaźnika RMSEA są James H. Steiger i John C. Lind. Wskaźnik został zaprezentowany po raz pierwszy w 1980 r.